# 浙江省人民代表大会
浙江省人民代表大会是中华人民共和国浙江省的地方級国家权力机关，為中华人民共和国宪法所授权，可以行使对浙江省的有關国家行政、检察、审判、监察机关之监督建议、人事任免权。且与其常务委员会共同作为地方立法机构制定省级地方法规，其常务委员会审查批准其辖区内设区市人大所制定的地方法规。

## 组织机构

### 专门委员会[2]
- 法制委员会
- 监察和司法委员会
- 财政经济委员会
- 教科文卫委员会
- 民族宗教华侨外事委员会
- 农业与农村委员会
- 环境与资源保护委员会
- 社会建设委员会

## 领导班子

### 历任省人大常委会主任
- 铁瑛（1979.12-1983.04）
- 李丰平（1983.04-1988.01）
- 陈安羽（1988.01-1993.01）
- 李泽民（1993.01-2003.01）
- 习近平（2003.01-2007.05）
- 俞国行（2007.05-2008.01）（代理）
- 赵洪祝（2008.01-2013.01）
- 夏宝龙（2013.01-2017.04）
- 车俊（2017.04-2020.09）
- 袁家军（2020.09-2022.12）
- 易炼红（2023.01-2024.11）
- 王浩（2025.1-）